# Лодомирське кладовище
Лодомирське (Ладомирське) кладовище — цвинтар у Володимирі, один із найстаріших на Волині.

## Історія

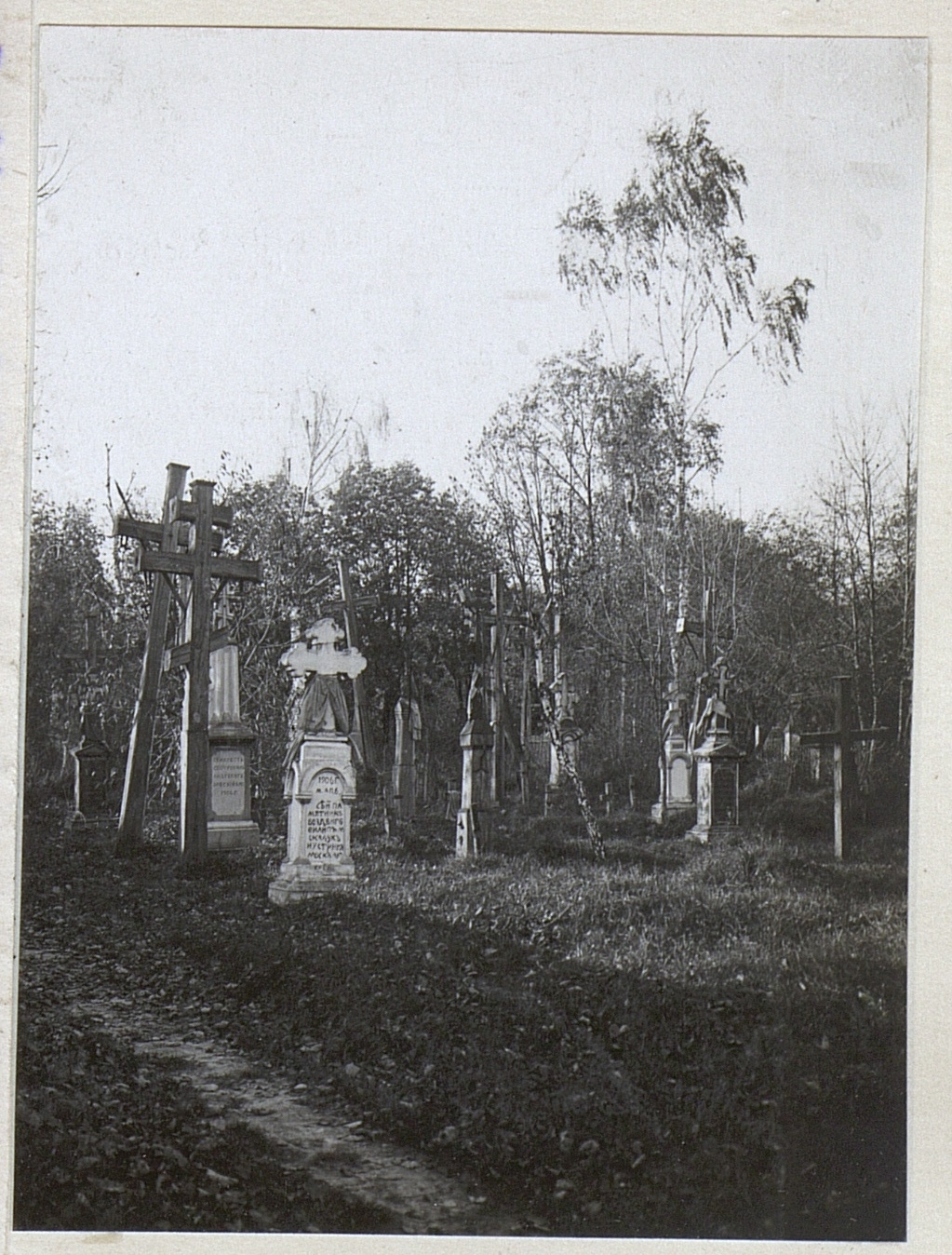
Кладовище у 1915-1918 рр.

Найімовірніше, що кладовище було засновано після приєднання Володимира до Російської імперії наприкінці XVIII ст. Директор Володимир-Волинського історичного музею ім. Дверницького вважає, що перше поховання на кладовищі датовано 1830 р.
Вхідні брами збудовані у 1840 р. З 1980-х рр. масові поховання на кладовищі припинено.
Кладовище засаджене старими деревами, які час від часу падають у завдають шкоди похованням. Такі випадки мали місце 3-4 грудня 2012 р. та 8 червня 2013 р.
Кладовище мало три частини — православну, католицьку та юдейську, а також нечисельні німецькі поховання.

## Католицькі поховання
Час появи перших католицьких поховань збігаються у часі із закладанням кладовища.
Як пише краєзнавець Вальдемар П'ясецький, «смисловим композиційним центром найстарішої частини католицького кладовища є цегляні руїни значної каплиці, поставленої в 1827 році над гробом Констанції Клосовської її сином. Поряд ще одна капличка, невелика, в досить пристойному стані, хоч в середині розграбована. Це родова гробниця Бодзяків. Родинних поховань різного типу — в закритих гробницях чи під однією огорожею зі спільним загальним пам'ятником, як свідчить їх перепис — було кілька десятків. Часто такі пам'ятники були декоровані круглою скульптурою чи рельєфами. Круглі скульптури у вигляді ангела чи Богоматері мали і окремі поховання. Крім значної кількості скульптур, католицьке кладовище відзначалося використанням значної кількості епітафій (посмертних посвят) на могилах».
Кожне із збережених католицьких поховань вражає оригінальністю художніх рішень, і водночас цікавими життєвими історіями. Одним з яскравих прикладів є поховання Йоганни Ольшанської. На високому пам'ятнику встановлено хрест із розп'яттям. Ольшанська померла в 1855 році. Поруч похований її чоловік. Напис польською мовою, зроблений родичами, засвідчує наступне:
|  | Цей пам’ятник зрошений сльозами сумуючої родини. Він споруджений для доброго брата, який, засумувавши за коханою дружиною, невдовзі і сам поспішив за нею. 9 серпня 1857 року |

## Православні поховання
Дослідження про православні поховання на Лодомирському кладовищі відсутні.

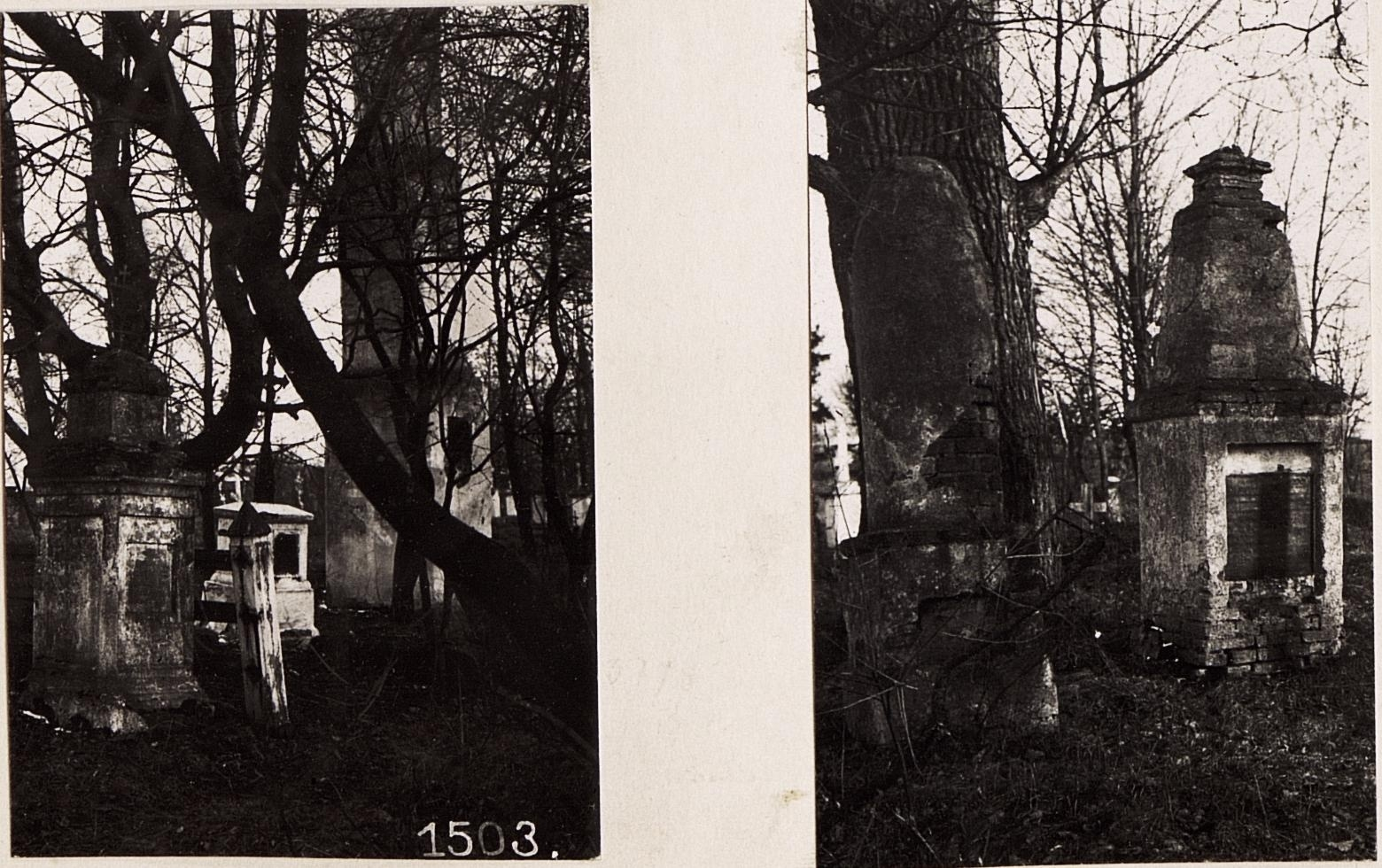
1915-1918 рр.

## Зелені насадження
Станом на 2016 рік на цвинтарі росло 188 дерев 18 видів. 37% дерев є здоровими.

## Поховані
- Бунда Юхим — сотник Армії УНР, діяч Просвіти.
- Іван Горемика-Крупчинський — (1885 — ?) — член Української Центральної Ради. Отаман Васильківського коша Вільного козацтва, член Українського генерального військового комітету, старшина Армії УНР та Армії Української Держави.
- Ян Добровольський — командир плютону 2 компанії та 5 невідомих солдат польської армії, що загинули у боях за Володимир-Волинський у січні 1919 р.
- 10 або 12 українських стрільців, що загинули у боях за Володимир-Волинський у січні 1919 р.
- 19 розстріляних у володимирській вʼязниці 23 червня 1941 р. (у тому числі Юхим Бунда)
- Франківський Іван Пилипович (1892—1940) — кавалер Хреста Симона Петлюри, поручник Армії УНР, адвокат
- Комаревич Василь (1891—1927) — вояк Армії УНР, посол Сейму[6]
- Олійник Григорій Микитович — Герой Радянського Союзу
- Євген Черановський — міський голова Володимира-Волинського (22 листопада 1918 — 8 лютого 1919)
- Невідомий «Żołnierz 27 dywizji AK / zesłaniec syberyjski»[7]
- Четверо ксьондзів, убитих 11 липня 1943 р. в околицях Володимира
- Францішек Гайос (1896 — 19 червня 1924) — старший постернковий, трагічно загинув виконуючи службовий обовʼязок
- Роман Кенцький (5 березня 1893 — 22 жовтня або вересня) — старший пострунковий державної поліції, трагічно загинув виконуючи службовий обовʼязок (під час пеерстрілки з «бандою Доманського і Кравця» у с. Древіне)
- Шмігельський Вінцент (1894 — 28 березня 1925) — постерунковий державної поліції, вбитий злочинцями під час облави
- Шпачинський Ізидор (4 квітня 1873 — 11 липня 1925) — провідник державної поліції, застрелений під час бою з «бандою Доманського»
- Ян Вейєр (26 січня 1894 — 19 березня 1924) — слідчий державної поліції, убитий злочинцями.
- Владислав Рогаля-Левицький (1847—1932) — учасник польського повстання 1863 р.
- Миколай Терпиловський (1845 — 18 січня 1926) — учасник польського повстання 1863 р.
- Павєл Зволинський (17 жовтня 1844 — 1 квітня 1917) — учасник польського повстання 1863 р.
- Юзеф Каліцький (9 листопада 1889—1936)– старший постерунковий державної поліції у Володимирі
- Кароль Качковський (? — червень 1920) — польський легіонер, учасник «Заручин Польщі з морем» у лютому 1920 р., убитий під час польсько-радянської війни
- Юзеф Домбек — кавалер срібного хреста Virtuti Militari 5 класу за війну 1918—1920 рр.
- Радченко Іван - заслужений лікар УРСР
- Петрук Сергій Іванович (14 липня 1959 - 17 лютого 1983) - кавалер Ордену Червоної зірки (СРСР), учасник агресії СРСР проти Афганістану

Неповний список похованих поляків — за цим посиланням — http://www.nieobecni.com.pl/index.php?s=cmentarz&id=46 [Архівовано 20 серпня 2016 у Wayback Machine.]

## Галерея

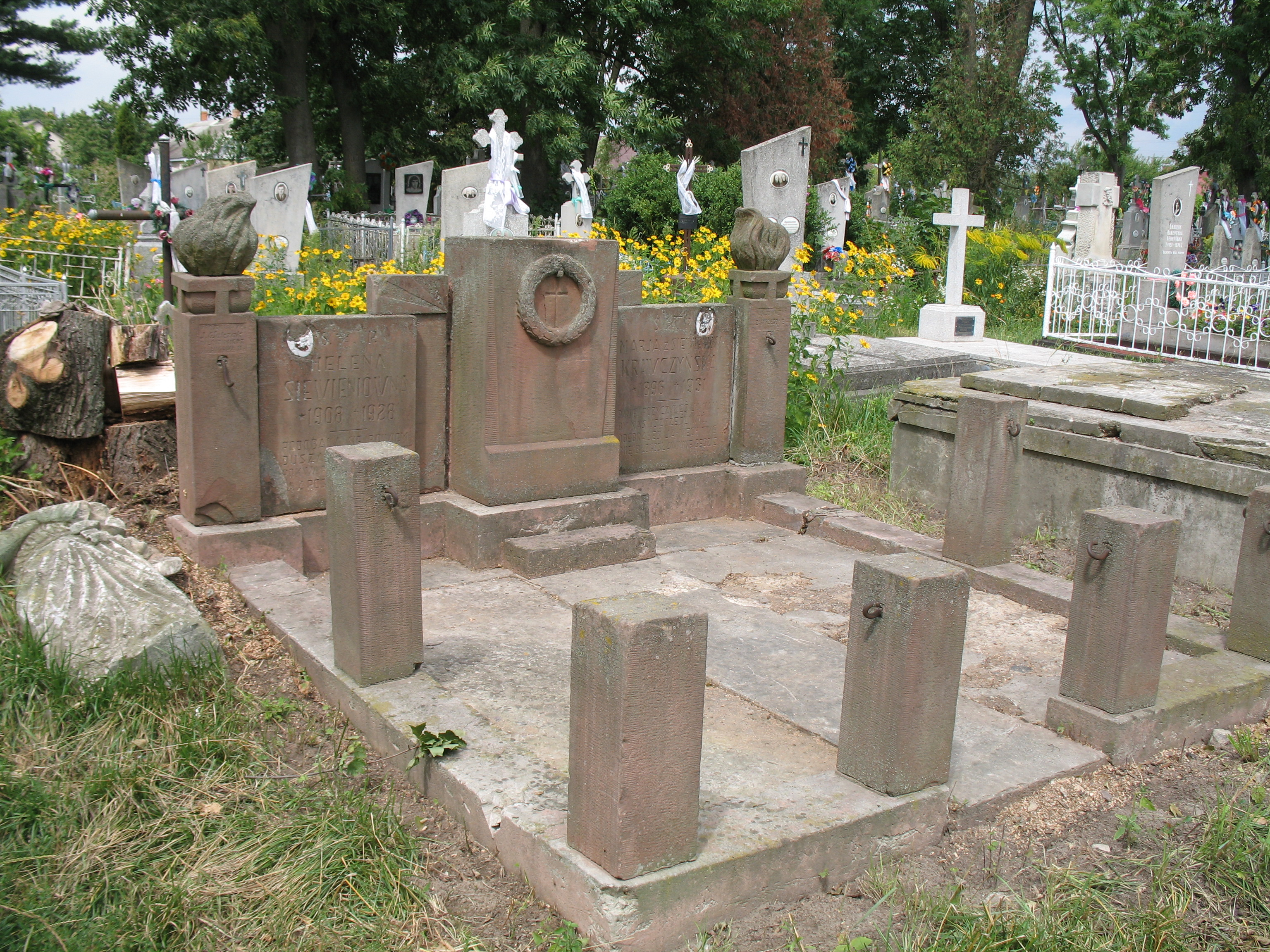
Склеп на Лодомирському кладовищі. Липень 2016
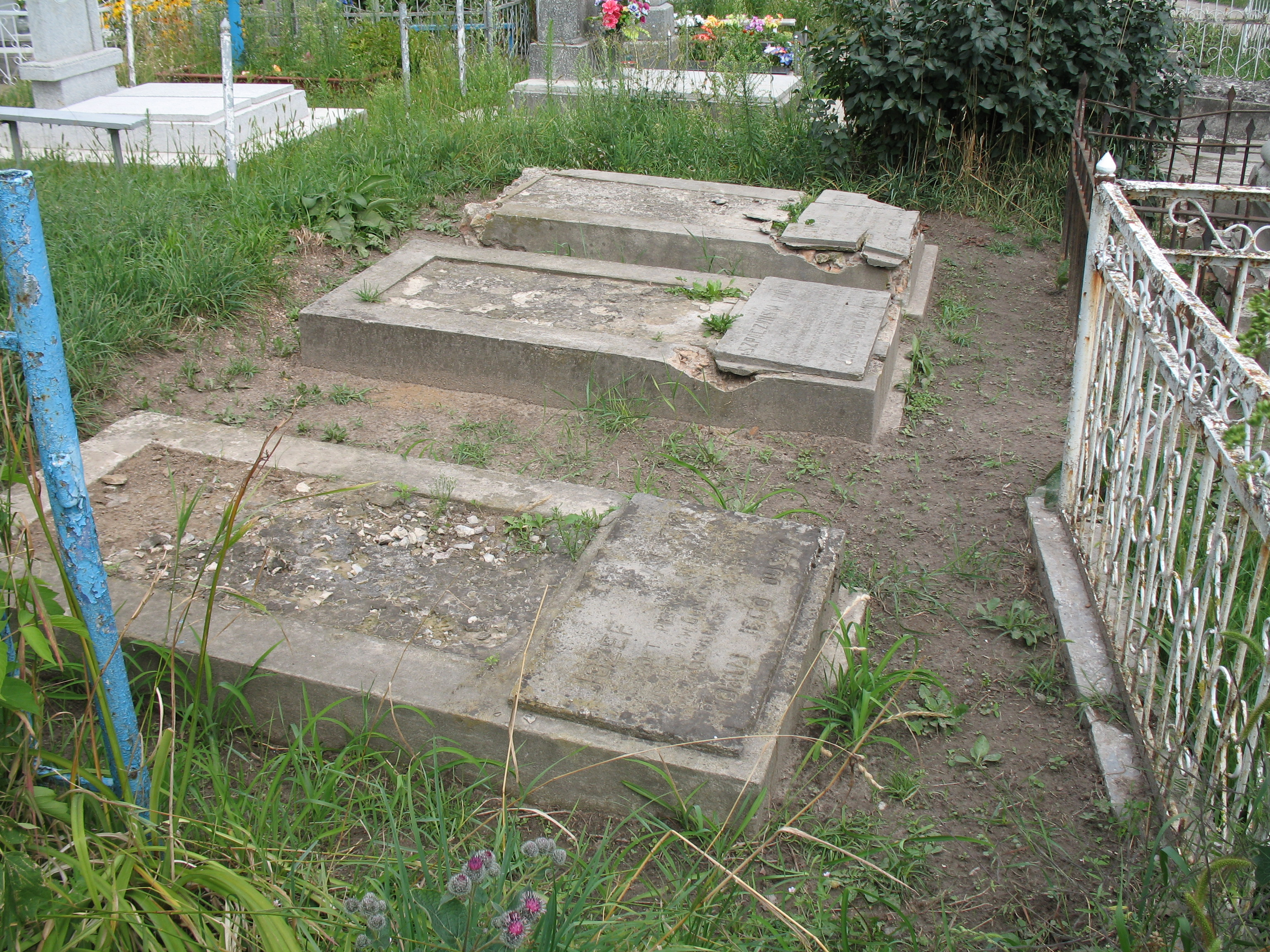
Поховання поліцейських 1924—1925 рр. Липень 2016
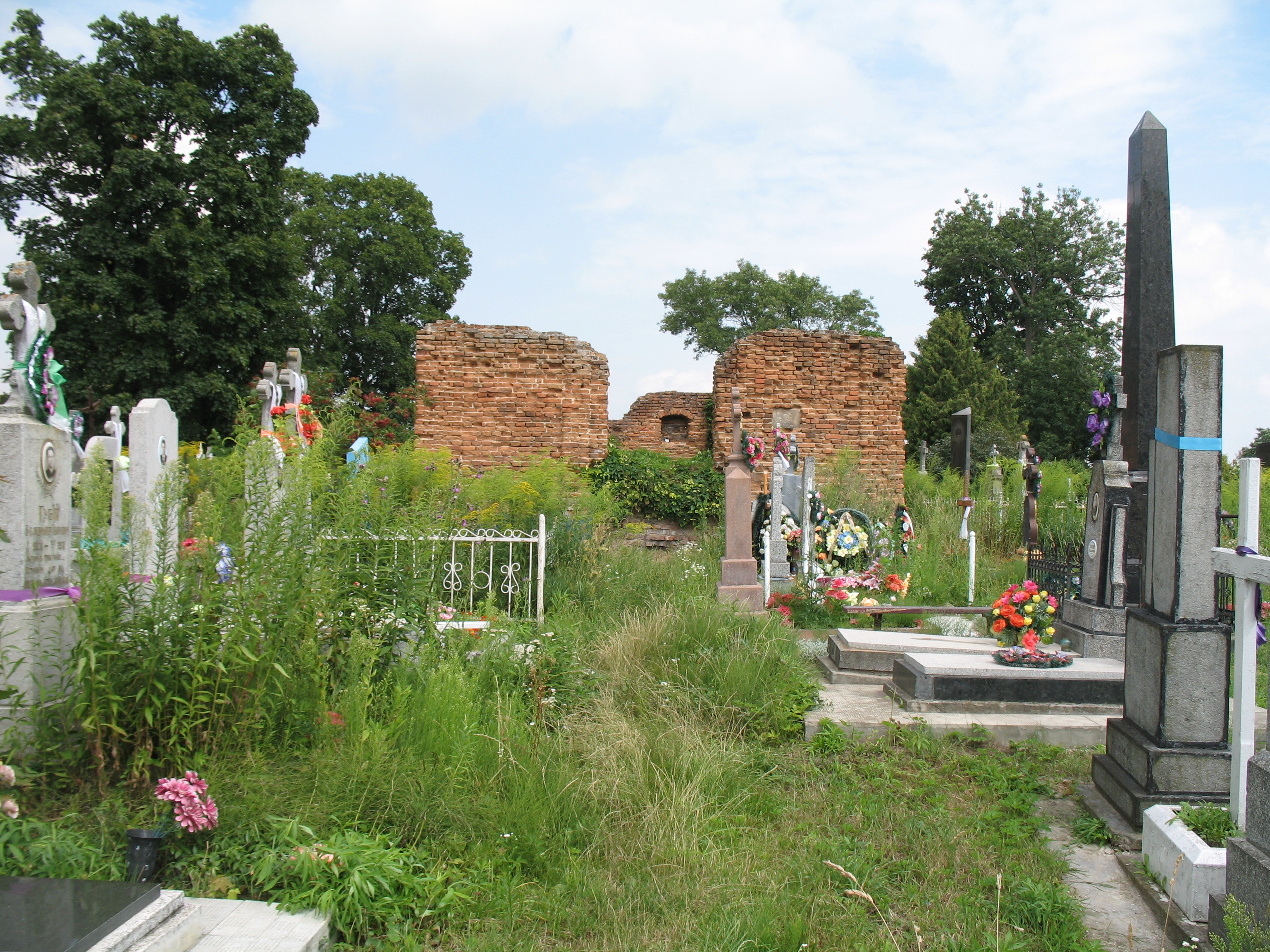
Найдавніше збережене та зафіксоване поховання — каплиця над могилою Констанції Клоссовської 1827 р.
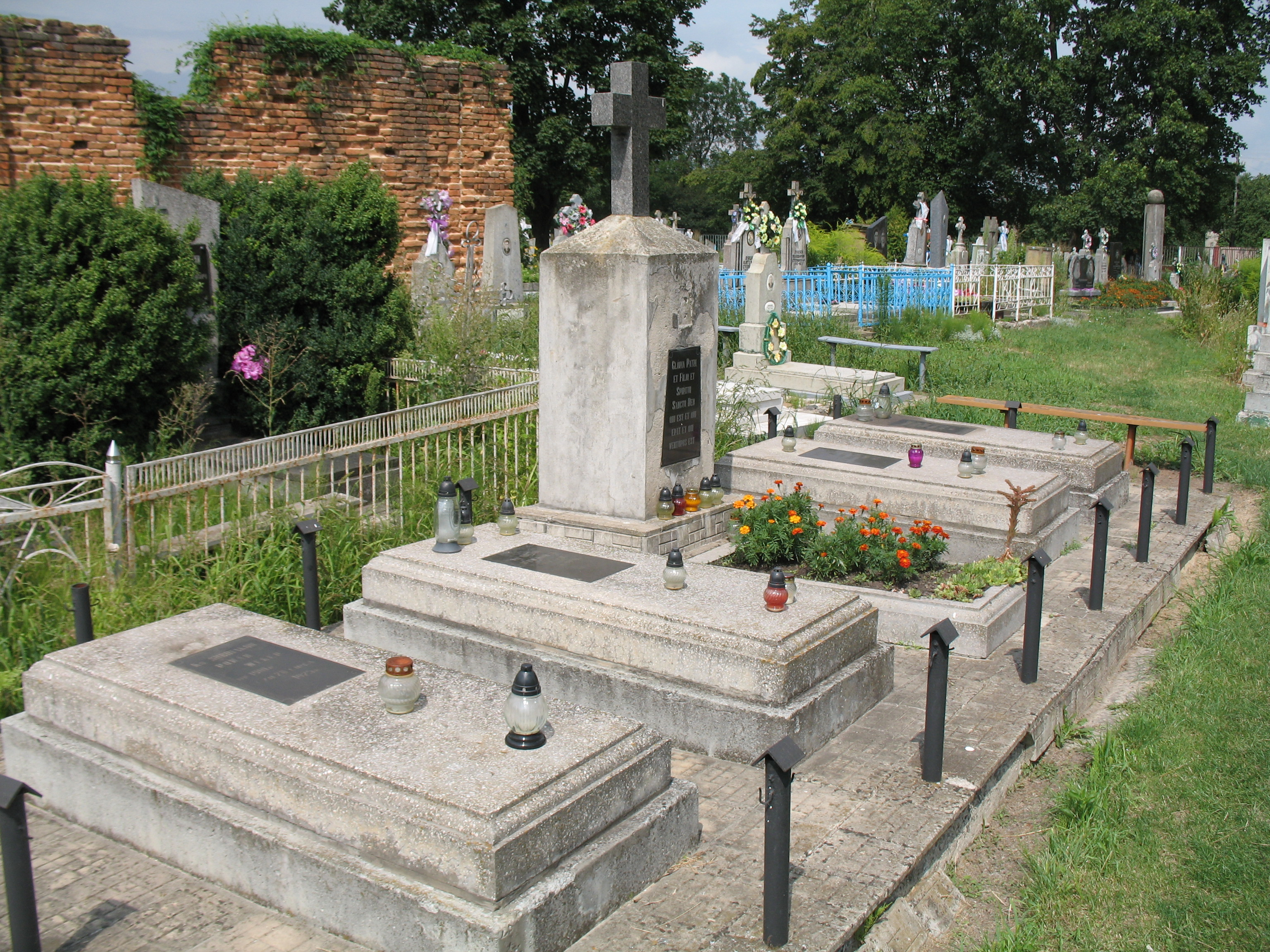
Поховання католицьких ксьондзів, у тому числі убитих у 1943 р.
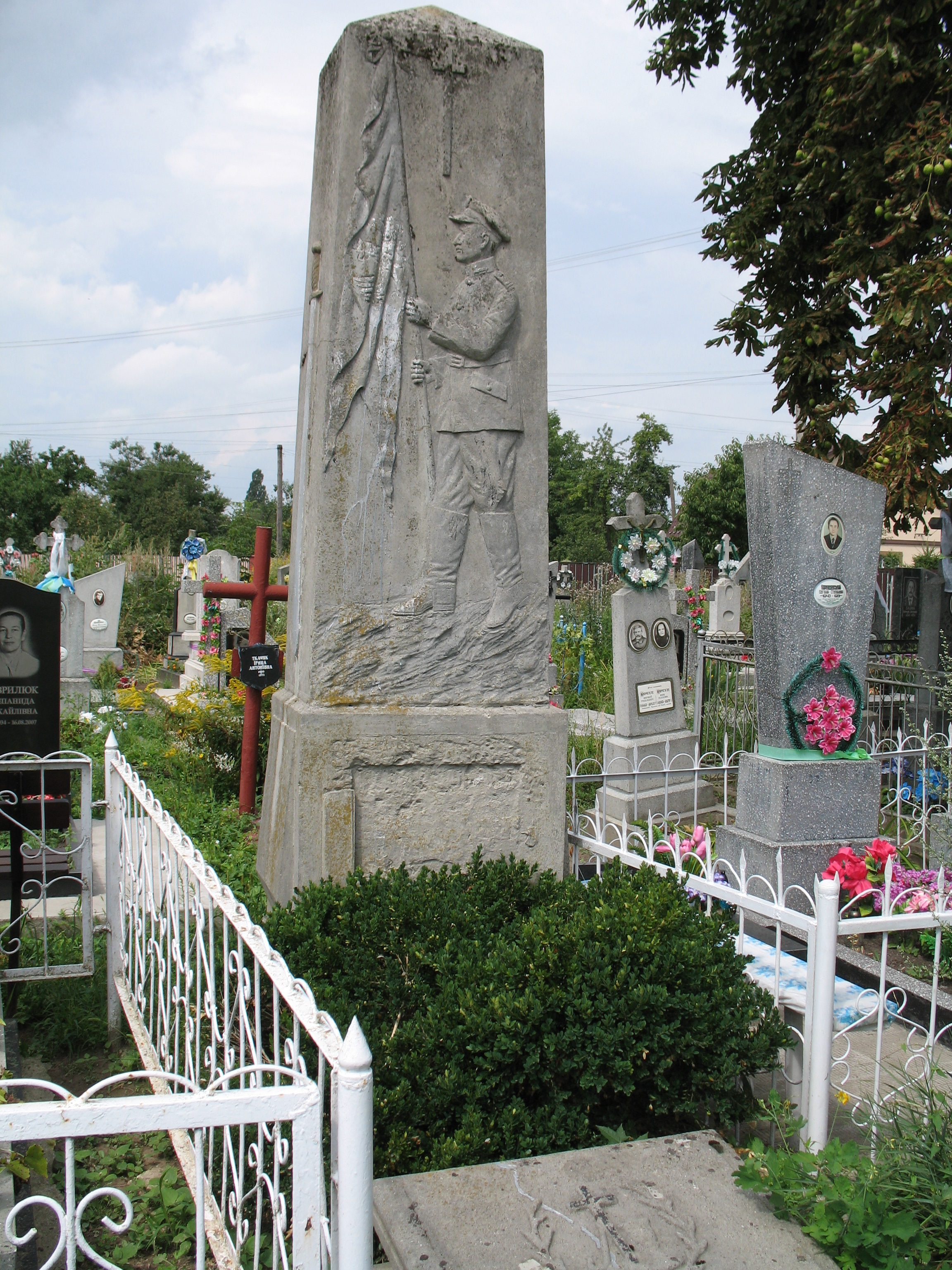
Могила польського солдата Антоні Роса, що загинув 2 травня 1919 р. під Порицьком
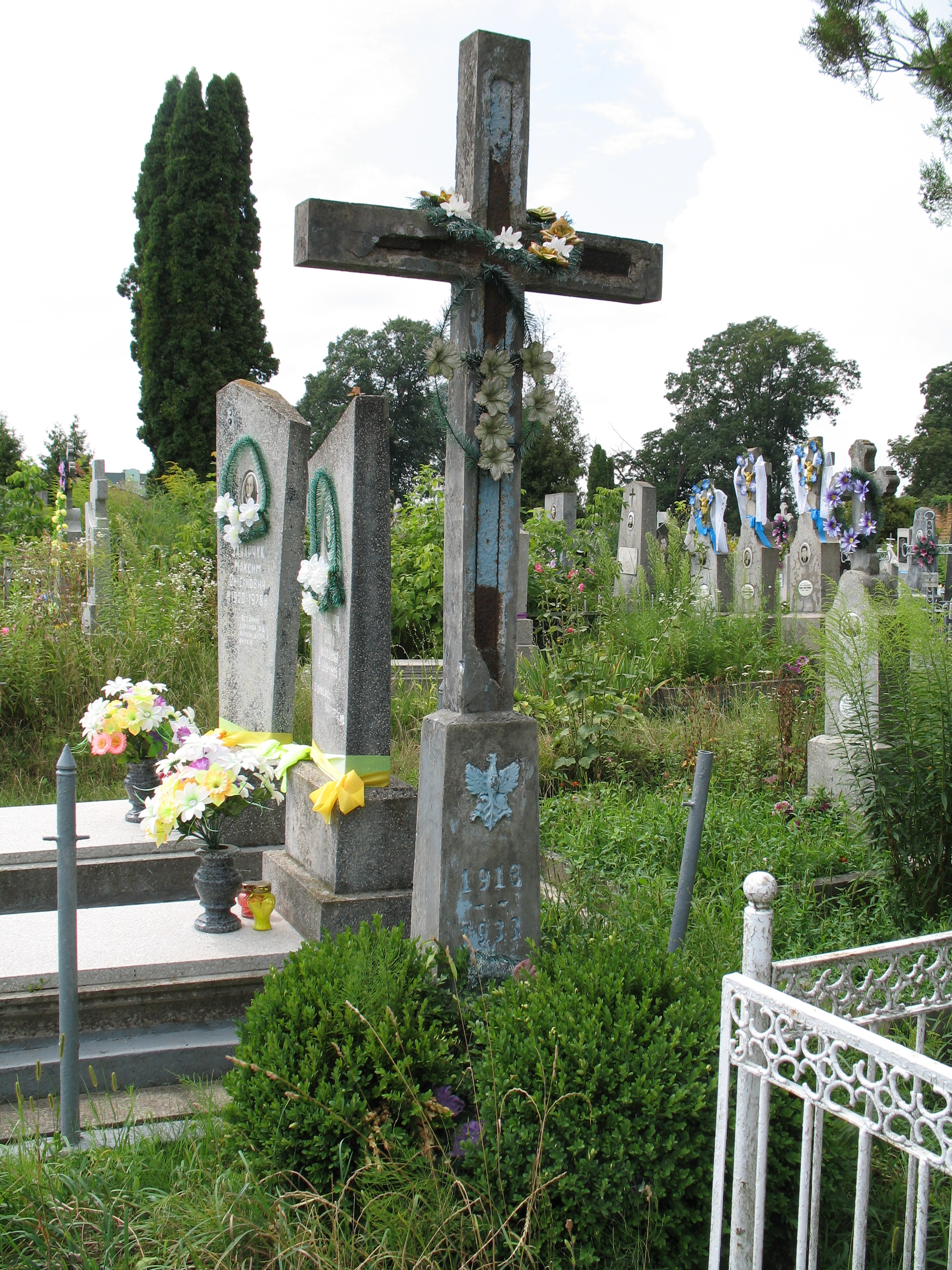
Пам'ятний хрест до 15-річчя відродження Польської державності
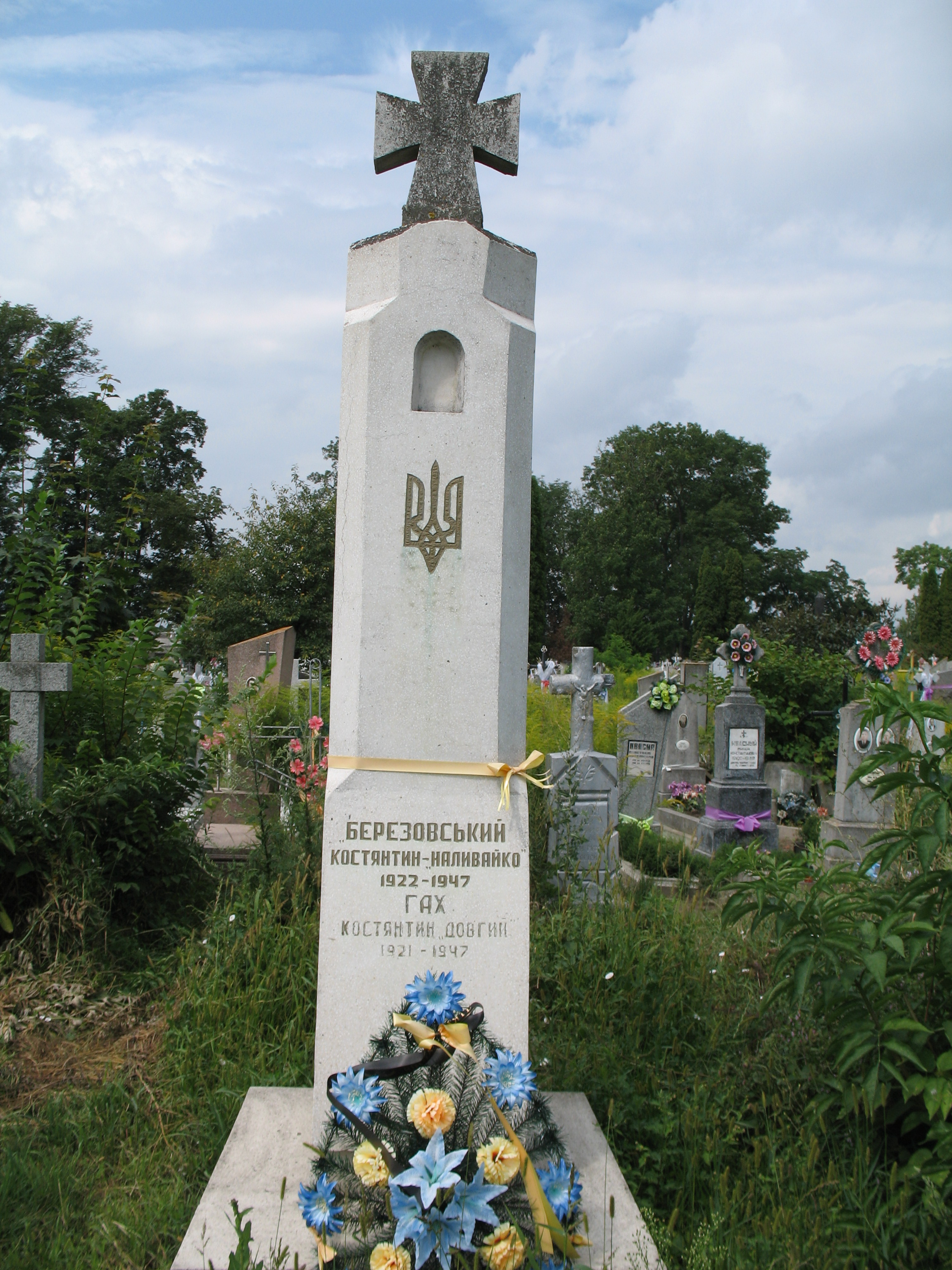
Могила вояків УПА
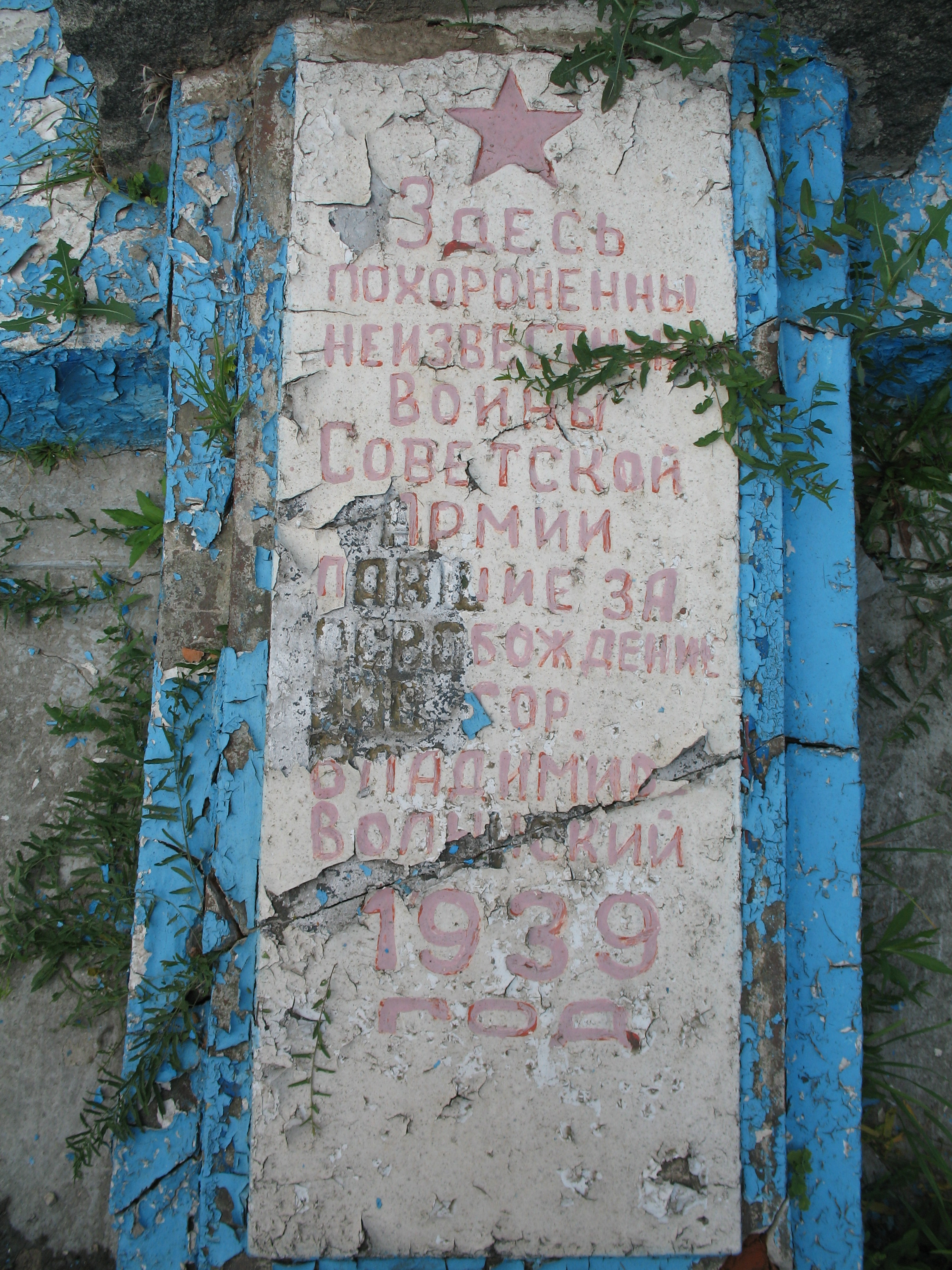
Могила солдатів Червоної армії, що загинули при окупації Володимира у вересні 1939 р.
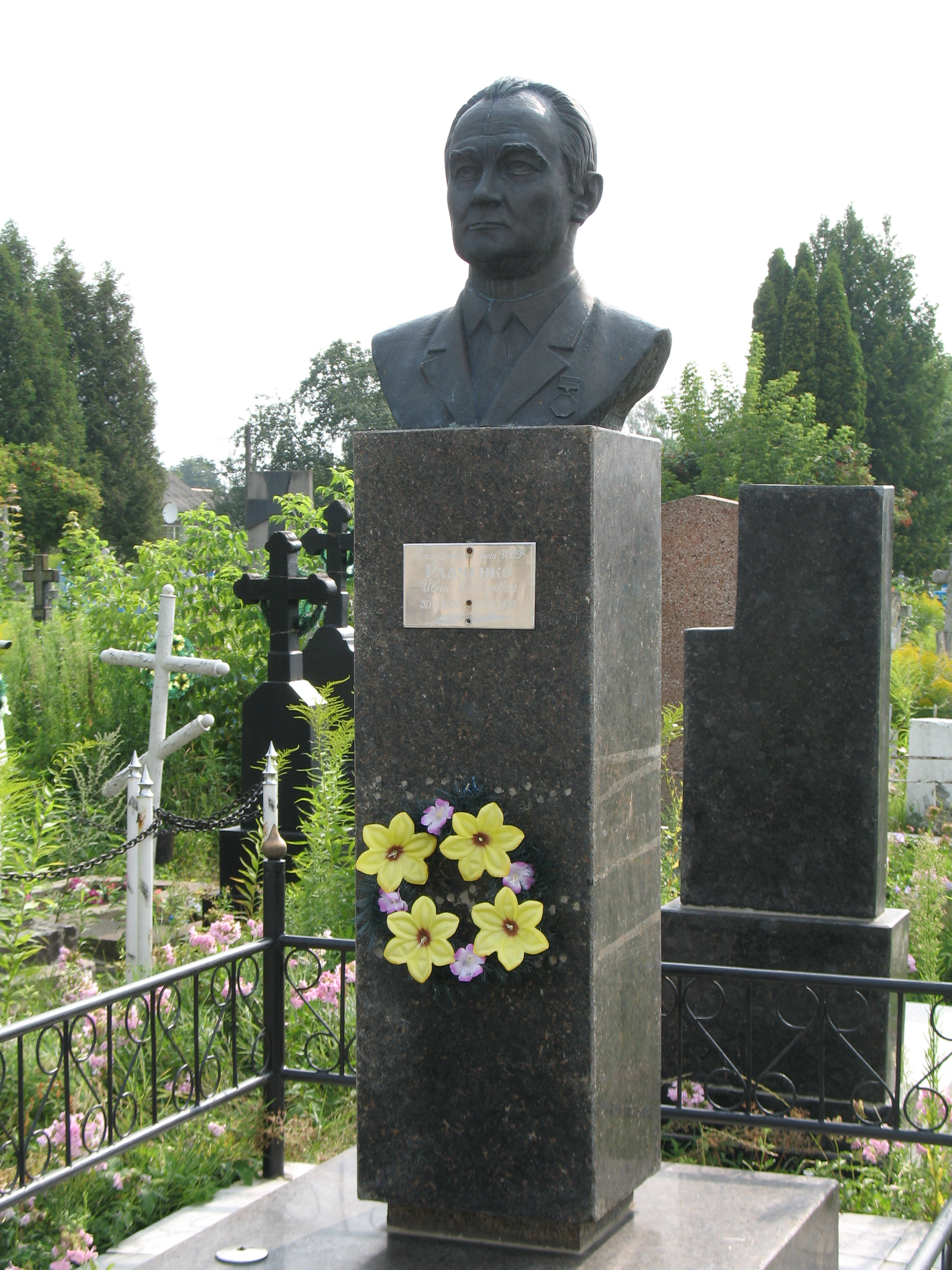
Могила заслуженого лікаря УРСР Івана Радченка
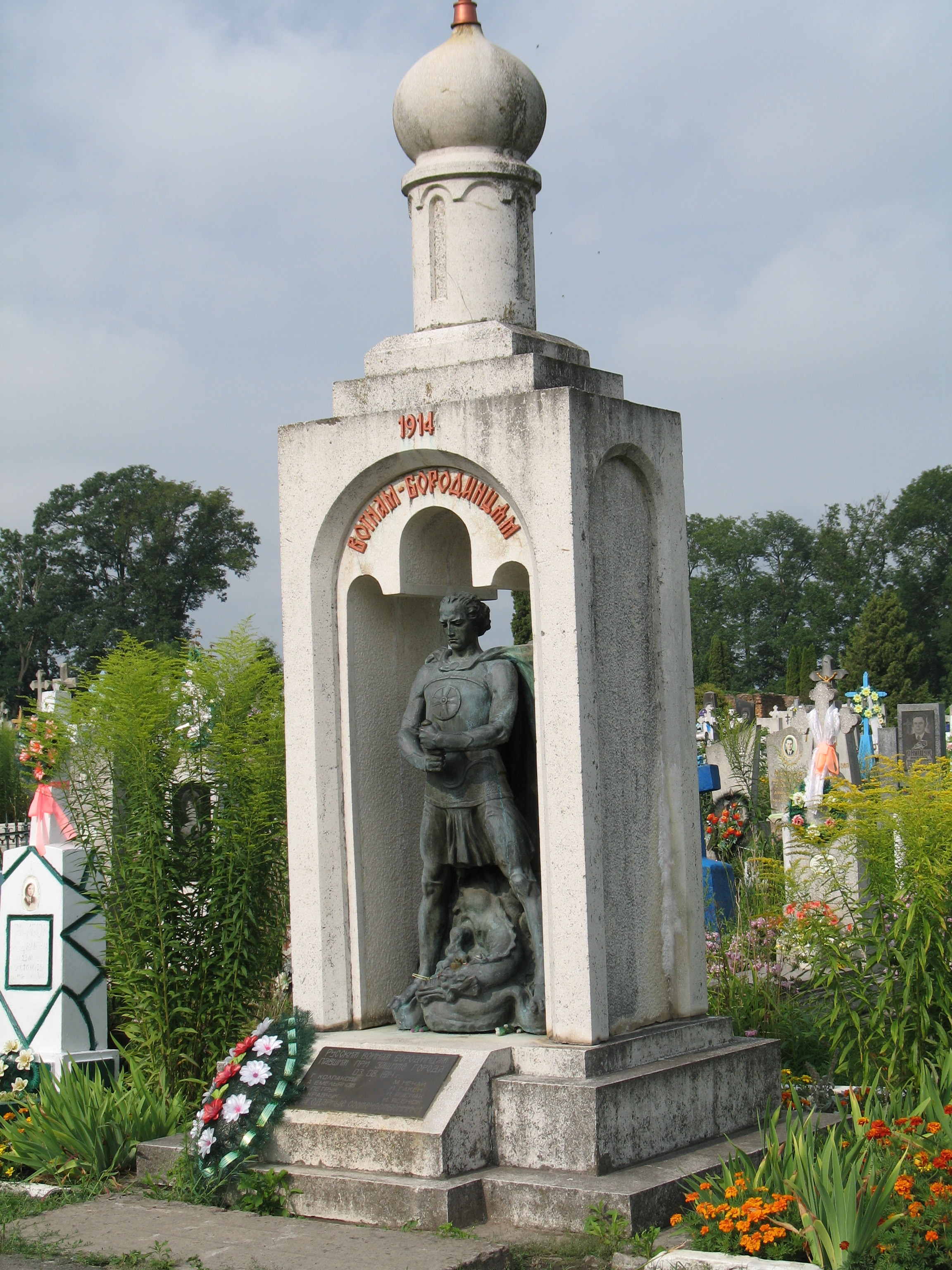
Пам'ятник воїнам-бородинцям, які загинули під час оборони міста у 1914 р.
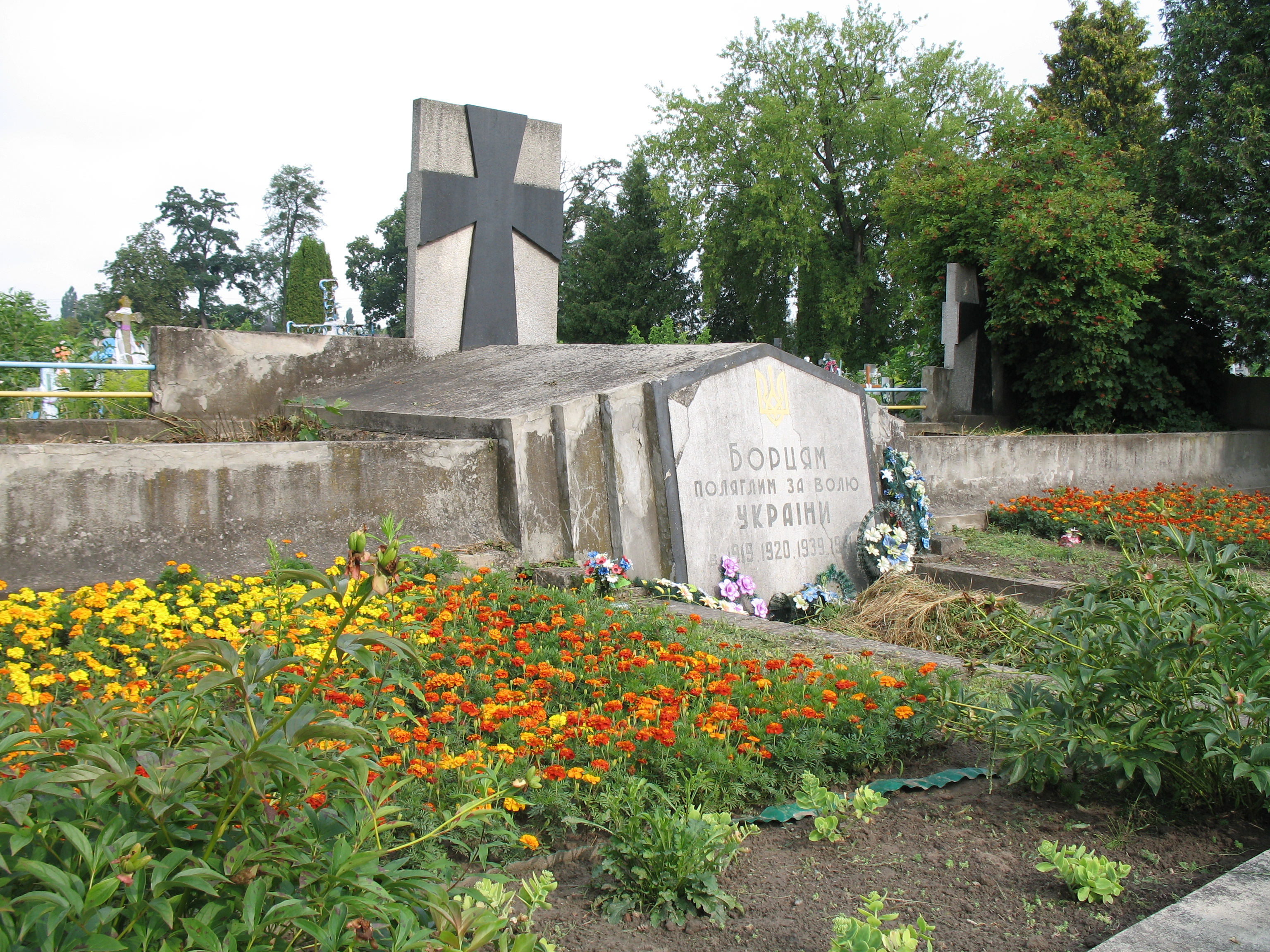
Меморіал борцям за волю України
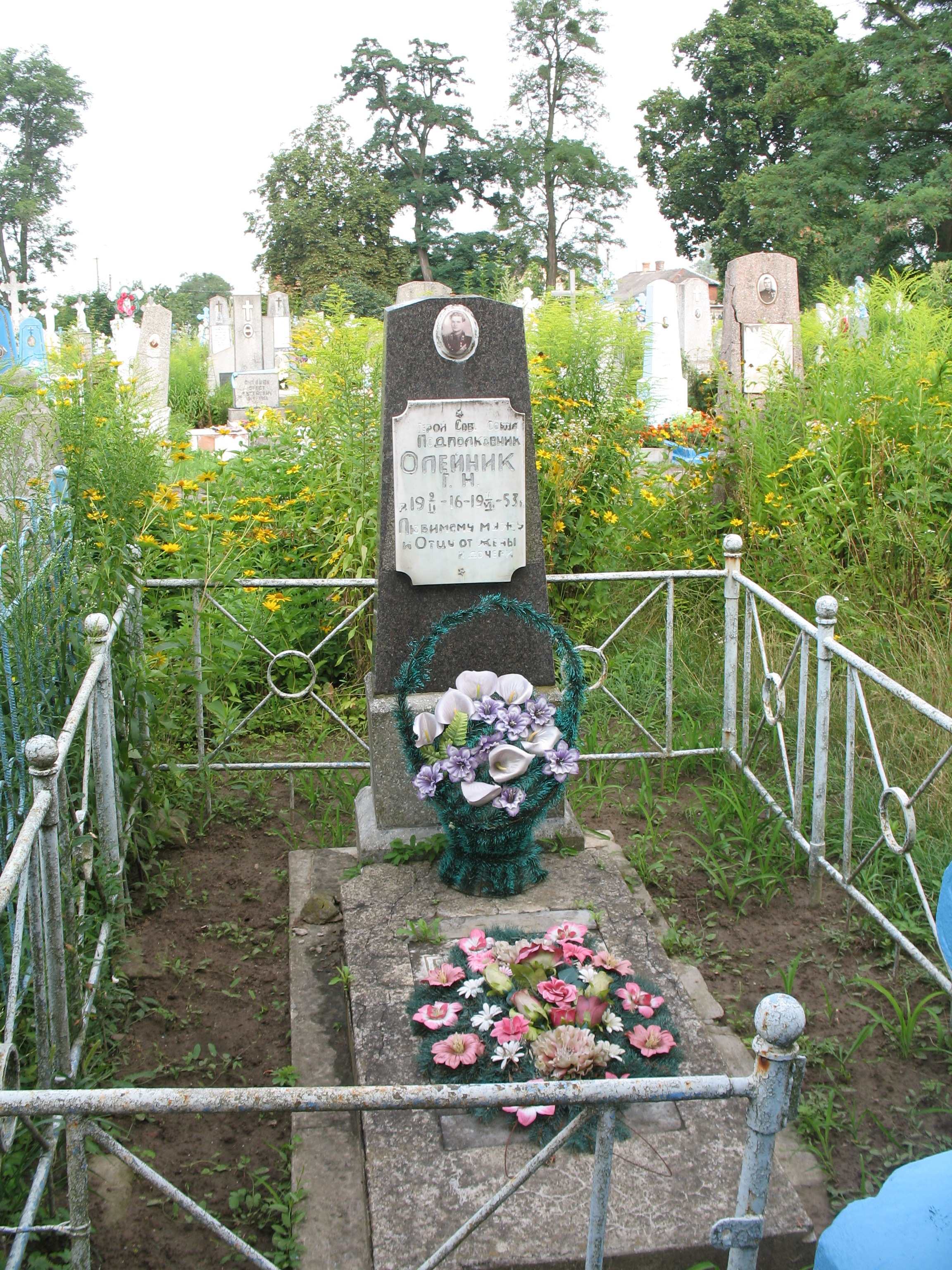
Могила Героя Радянського союзу Г.М.Олейника
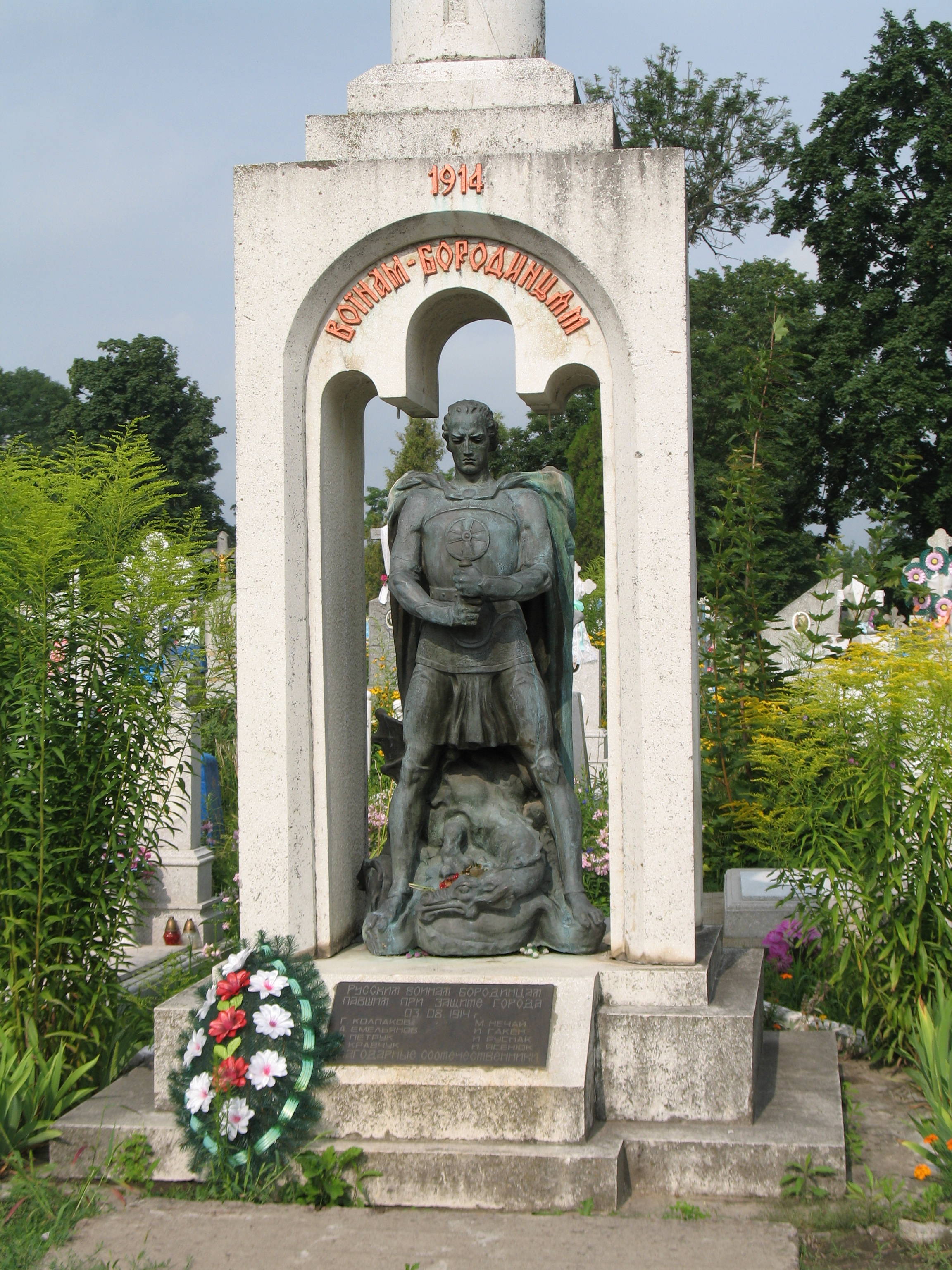
Поховання солдат 68 бородинського полку Російської імператорської армії, що загинули у серпні 1914 р. у бою за Володимир-Волинський